# نزل التأمل (فلم 2021)
نزل التأمل (بالإنجليزية: Introspectum Motel) هو فيلم إثارة وغموض مستقل بريطاني لعام 2021. أخرج الفيلم مارسيل دوريان، الذي كتبه أيضاً بمساعدة إيان أرمر، وأماندا ويبستر. قام بالبطولة المخرج دوريان مع غابرييلا برينزا، وجوزيف ستاين، وميشيل ج.رايت. تتبع الفيلم الشاب المتزوج الذي يلتقي بعشيقته في نزل صغير، وهو لا يتوقع ما يصادفه. صدر الفيلم من خلال أمازون في الولايات المتحدة، والمملكة المتحدة بتاريخ 15 مايو 2021.

## طاقم التمثيل
- مارسيل دوريان: في دور فيليب
- جوزيف ستاين: في دور بول
- ميشيل ج.رايت: في دور سوزان (زوجة فيليب)
- غابرييلا برينزا: في دور كميل (زوجة بول)
- لورا إلين ويلسون: في دور نينا (موظفة الاستقبال بالنزل)
- سيينا كريمي: في دور كلوي
- إيان أرمر: في دور تيم (صوت)
- اوانا مارينكا: في دور العاشق السري
- أنجيلا كيس: في دور مساعد مبيعات
- أوفيديو جراميسك: في دور نادل[6]

## أحداث الفيلم
يزور فيليب (مارسيل دوريان) نزل اورفيوس عدة مرات، وهو يعرف جميع الموظفين هناك ويبدو أن الجميع يعرفونه جيدًا، وأيضا نينا (لورا إلين ويلسون) موظفة الاستقبال، بما يكفي وسؤاله كيف يبدو كل شيء، ومع ذلك، وهو رجل متزوج يطلب منها الخروج لتناول مشروب، كصديق بالطبع، ولكن نينا ترفضه.
يلتقي فيليب بالشاب بول (جوزيف ستاين)، ويعرض عليه الخروج إلى المدينة، والاستمتاع ببعض المرح. يجلس الأثنين لاحتساء الشراب، وسرعان ما يبدأ الحديث عن جسد موظفة الاستقبال السابقة، التي لا يتذكر اسمها، وأنه كان لديه علاقة عاطفية معها لمرة واحدة. يغادر فيليب إلى دورة المياه وعندما يعود يجد بول يتحدث من هاتف فيليب، ويعتذر انه وجد الهاتف يرن، ويغضب حيث كانت المتحدثة هي زوجته سوزان (ميشيل ج.رايت).
يلتقي فيليب بعشيقته كاميل (غابرييلا برينزا)، التي يذهب إلى حد إخبارها أنه يقع في حبها، وتجيبه العشيقة إن ما بينهما هذا يجب أن يظل عرضيًا وخفيفًا، وبعد ممارستهم للجنس يدق الباب ويدخل بول ويستخدم صاعق كهربائي ليسقط فيليب.
يفيق فيليب ليجد نفسه مقيداً إلى كرسي وبول يعلمه أخلاقيات الإنسان التي أقرتها الديانات والحضارات، ويكشف عن انه زوج العشيقة كميل. تأتي إلى الغرفة زوجة فيليب بالاتفاق مع بول وتعاتب زوجها على الخيانة، وتقوم بممارسة الجنس مع بول أمام الزوج فيليب كنوع من الانتقام. يأتي المشهد الأخير من الفيلم حيث غادر بول وكاميل، والزوجة سوزان بيها سكين لتختار بين احتمالين لا ثالث لهما، ولا ندري أيهما سوف تختار.

## الإنتاج والإصدار
تم تصوير الفيلم في 17 يوماً، أثناء تصوير مشهد سقوط فيليب (مارسيل دوريان) من على الكرسي لم يكن مكتوبًا. كانت الأرجحة قوية لدرجة أنه وهو مقيدًا بالكرسي فقد توازنه. تسببت هذه الحادثة في حالة من الذعر بين الطاقم حيث سقط سكين حقيقي يستخدم في اللقطات المقربة بالقرب من جسد الممثلين. انتهى هذا القطع في النسخة النهائية من الفيلم. صدر الفيلم رقمياً لشركة برايم فيديو - امازون

## استقبال الفيلم
كتب آرشي سينغوبتا على موقع «ليجر بايت» في 17 مايو 2021: «الثقوب في السرد تجعل نهاية الفيلم محيرة للغاية، ومع ذلك، فإن هذا الفيلم المستقل، مع الحد الأدنى من ميزانيته، هو مشاهدة ممتعة مع الأصدقاء إذا كنت تريد فيلم إثارة انتقامي مع الكثير من العري، كما أن أداء الممثلين جيد جدًا. أحببت بشكل خاص ميشيل ج. رايت بدور سوزان. لقد لعبت دور الزوجة المجنونة بشكل جيد».
كتب موقع «خارج دائرة الضوء»: «فكرة الزنا، واحتجاز رهينة ليست بالأفكار الجديدة. الفيلم يشبه أجزاء من أفلام» الحلوى الصلبة«2005، و» جاذبية قاتلة«1987، ولكنه يقدم شيئًا مثيرًا للاهتمام مع فرضية أساسية من الغش والانتقام. يفتقر الفيلم إلى فريق عمل أكبر، ومواقع أكثر... الغالبية العظمى من الفيلم غاضبة جداً وصدامية والحوار مكتوب بشكل جميل».
كتب موقع فيلم ريفيو البريطاني: «تم إخراجه بشكل جيد للغاية وله سيناريو منظم. الشخصيات مثيرة للاهتمام، والحبكة ستجعل الجمهور يتساءل عما سيحدث بعد ذلك ويكون حوار المواجهة مكثفًا ومكتوبًا جيدًا. هناك أيضًا تقلبات غير متوقعة في الحبكة والكثير من السباب».

## الجوائز والترشيحات
شارك الفيلم في مهرجانات الأفلام المستقلة التي يتم إنتاجها خارج الاستوديوهات الكبرى، وبميزانيات قليلة.
مهرجان براغ السينمائي المستقل 2020:Prague Independent Film Festival ترشح لجائزة التمثال الذهبي لأفضل ممثل «مارسيل دوريان».
جوائز تورنتو للأفلام المستقلة 2020:Toronto Independent Film Awards فاز بجوائز (TIFA Award) لأفضل فيلم.

## روابط خارجية
- نزل التأمل على موقع IMDb (الإنجليزية)
- نزل التأمل على موقع قاعدة بيانات الفيلم (الإنجليزية)